# سیماکوس
پاپ سیماکوس (انگلیسی: Pope Symmachus) یکی از پاپ‌های کلیسای کاتولیک رم بود که بین سال‌های ۴۹۸ تا ۵۱۴ میلادی پاپ بود.